# ليندا أوسيفو
ليندا أوسيفو هي ممثلة ومقدمة برامج نيجيرية ولدت في 27 يوليو 1991.